# Johnny Clegg
Jonathan "Johnny" Clegg (Bacup, 7 juni 1953 - Johannesburg, 16 juli 2019) was een, in Engeland geboren muzikant en antropoloog uit Zuid-Afrika. Hij was een belangrijke figuur in de hedendaagse Zuid-Afrikaanse muziekgeschiedenis omdat hij in zijn muziekteksten Engelse tekst vermengt met Zoeloe en Afrikaanse muziek met verscheidene westerse muziekstijlen. Hij werd ook wel "de witte zoeloe" (The white Zulu - Le Zulu blanc) genoemd.

## Biografie
Clegg werd geboren in Bacup, Lancashire, als zoon van een Engelse vader en een Rhodesische moeder. Clegg’s moeder’s familie waren Joodse boeren uit Litouwen en Polen die naar Zuid-Rhodesië geëmigreerd waren. Clegg groeide op in Engeland, Israël, Rhodesië (het huidige Zimbabwe) en Zambia, vooraleer zich te vestigen in Johannesburg in 1965 en geraakte geïnteresseerd in de Zoeloe-straatmuziek en de traditionele Zoeloedans. Als jonge man combineerde hij zijn muzikale carrière met zijn studies antropologie. Nadat hij afstudeerde gaf hij een tijd les aan de Universiteit van de Witwatersrand te Johannesburg, waar hij werd beïnvloed door het werk van de Zuid-Afrikaanse sociaal antropoloog David Webster, die in 1989 vermoord werd. In 2015 werd alvleesklierkanker vastgesteld waaraan hij in 2019 overleed.

## Muzikale carrière
In 1969 vormde Clegg zijn eerste interraciale Zuid-Afrikaanse band Juluka, samen met tuinman en straatmuzikant Sipho Mchunu. De naam Juluka betekent "zoet" in de Zoeloetaal. Omdat interraciale groepen tijdens het apartheidsregime verboden waren, werd hun muziek gebannen van de staatsomroep SABC. Wegens hun politieke getinte muziek werden de groepsleden meermaals gearresteerd en concerten onderbroken. De groep werd in 1985 ontbonden nadat Mchunu naar huis was geroepen om zijn vader bij te staan.
Clegg vormde een nieuwe interraciale muziekgroep Savuka, wat in het Zoeloe "wij zijn ontwaakt" betekent. Ze bleven een mix van Afrikaanse muziek met westerse invloeden brengen en werden in 1989 de meest succesvolle buitenlandse groep in Frankrijk.
Vanaf midden jaren negentig kwamen Clegg en Mchunu weer samen en werd met Juluka opnieuw een album uitgebracht. Clegg maakte regelmatig tournees, zowel in Europa als in Noord-Amerika.

## Onderscheidingen
- 1991 - Chevalier des Arts et Lettres door de Franse regering.
- 2004 - 23ste plaats bij de verkiezing van Great South Africans.
- 2007 - eredoctoraat in muziek aan de Universiteit van de Witwatersrand.
- 2011 - eredoctoraat aan de City University of New York School of Law.[1]
- 2012 - Zuid-Afrikaanse presidentiële Order of Ikhamanga.[2]
- 2012 - eredoctoraat aan het Dartmouth College, Hanover, NH, USA.[3]
- 2013 - eredoctoraat in muziek aan de  Universiteit van KwaZoeloe-Natal, Zuid-Afrika.[4]

## Juluka-discografie

### Studioalbums
- 1977: World Network 9 (duo Juluka/Ladysmith Black Mambazo,1992)
- 1979: Universal Men
- 1981: African Litany
- 1982: Ubuhle Bemvelo
- 1982: Scatterlings
- 1983: Work For All
- 1984: Stand Your Ground
- 1984: Musa Ukungilandela
- 1984: The International Tracks
- 1997: Crocodile Love / Ya Vuka Inkunzi

## Johnny Clegg-discografie

### Albums
- 1985: Third World Child
- 1988: Le Rock Zoulou de Johnny Clegg & Sipho Mchunu
- 2002: New World Survivor
- 2006: Heart of the Dancer
- 2006: One Life
- 2010: Human

### Livealbums
- 1986: The Good Hope Concerts
- 2003: A South African Story - Live At The Nelson Mandela Theatre
- 2003: Best of Live

### Dvd's
- 2003: Live! and more...
- 2006: Johnny Clegg Live at the Nelson Mandela Theatre
- 2010: Johnny Clegg 30th Anniversary Concert at Emmarentia Dam

### Soundtracks
- 1992: The Power of One

### Singles (Johnny Clegg & Savuka)
- 1987: Scatterlings of Africa
- 1988: Asimbonanga (Mandela)
- 1988: I Call Your Name
- 1988: Cruel, Crazy, Beautiful World

## Savuka-discografie

### Albums
- 1987: Third World Child
- 1988: Shadow Man
- 1989: Cruel, Crazy, Beautiful World
- 1993: Heat, Dust and Dreams

### Andere
- 1991: Scatterlings of Africa (heropgenomen door Savuka)
- 1994: Live And Rarities
- 2002: My African Dream - The Best of Johnny Clegg & Savuka